# PLoS Medicine
PLoS Medicine és una revista mèdica que cobreix l'espectre global de la medicina. Va començar a ser publicada el 19 d'octubre del 2004. Va ser la segona revista que va editar Public Library of Science (PLoS) una organització sense ànim de lucre que edita els seus continguts en accés obert. Tots els continguts de PLoS Medicine són publicats sota llicència Creative Commons amb llicència per "reconeixement".